# Ernst Steinitz

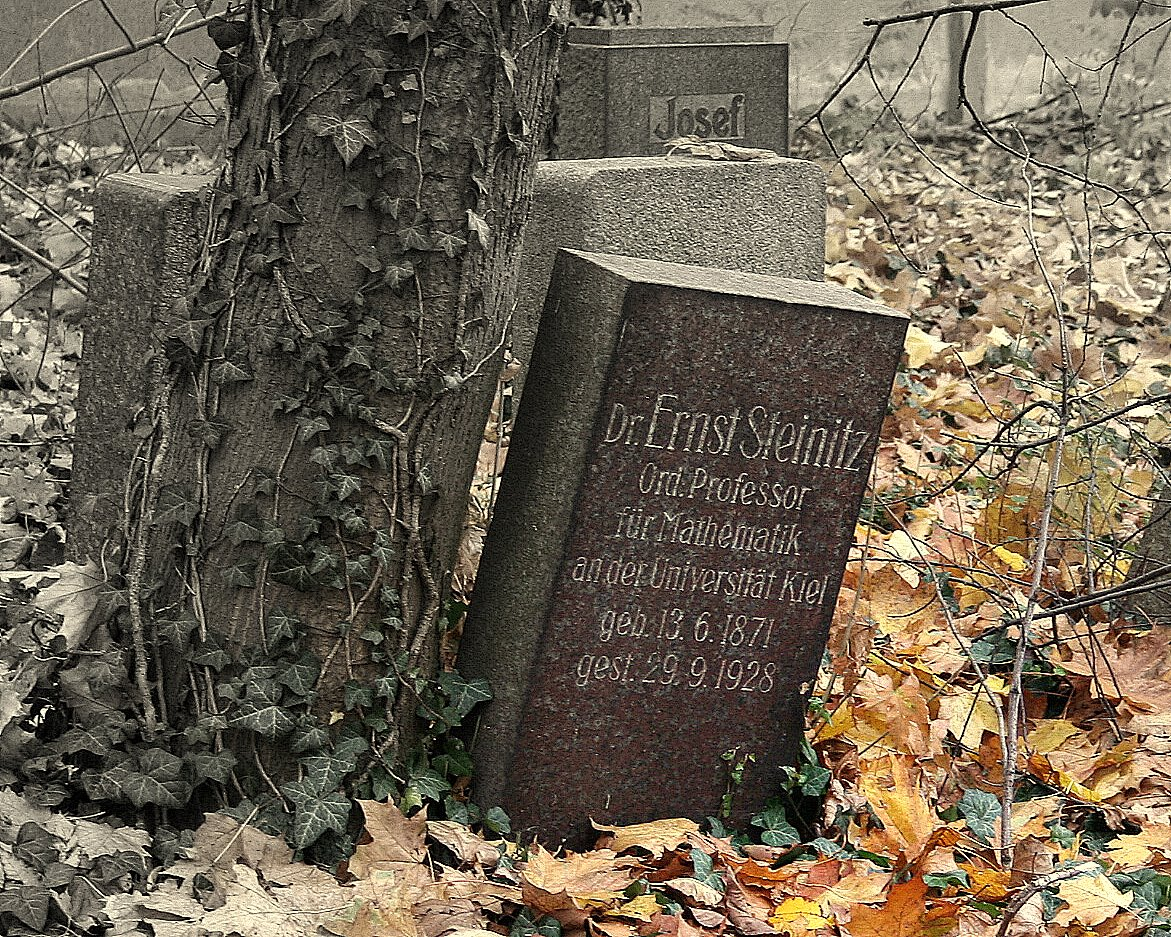
Tumba de Ernst Steinitz. Cementerio judío en Wroclaw (calle Lotnicza).

Ernst Steinitz (13 de junio de 1871 - 29 de septiembre de 1928) fue un matemático nacido en Laurahütte, en la región alemana de Silesia (hoy en día llamada Siemianowice Śląskie en Polonia) y fallecido en la ciudad de Kiel, Alemania.
En 1910 Steinitz publicó su influyente trabajo Algebraische Theorie der Körper (en alemán: Teoría algebraica de cuerpos), donde estudió axiomáticamente las propiedades de los cuerpos y definió conceptos importantes como cuerpo primo, cuerpo perfecto y grado de la extensión de un cuerpo.
A él se debe la construcción habitual de los números racionales como clases de equivalencia en el producto {\displaystyle \mathbb {Z} \times \mathbb {Z} } con la relación usual {\displaystyle (p,\,q)\sim (r,\,s)\iff ps=qr}, así como ciertos trabajos sobre poliedros publicados póstumamente por Rademacher en 1934.
Su prueba de que todo cuerpo tiene una extensión algebraicamente cerrada es considerada uno de sus teoremas más importantes.

## Publicaciones importantes
- Ernst Steinitz, Algebraische Theorie der Körper Crelle's Journal (1910), 167–309